# Stickstoffwerke Piesteritz

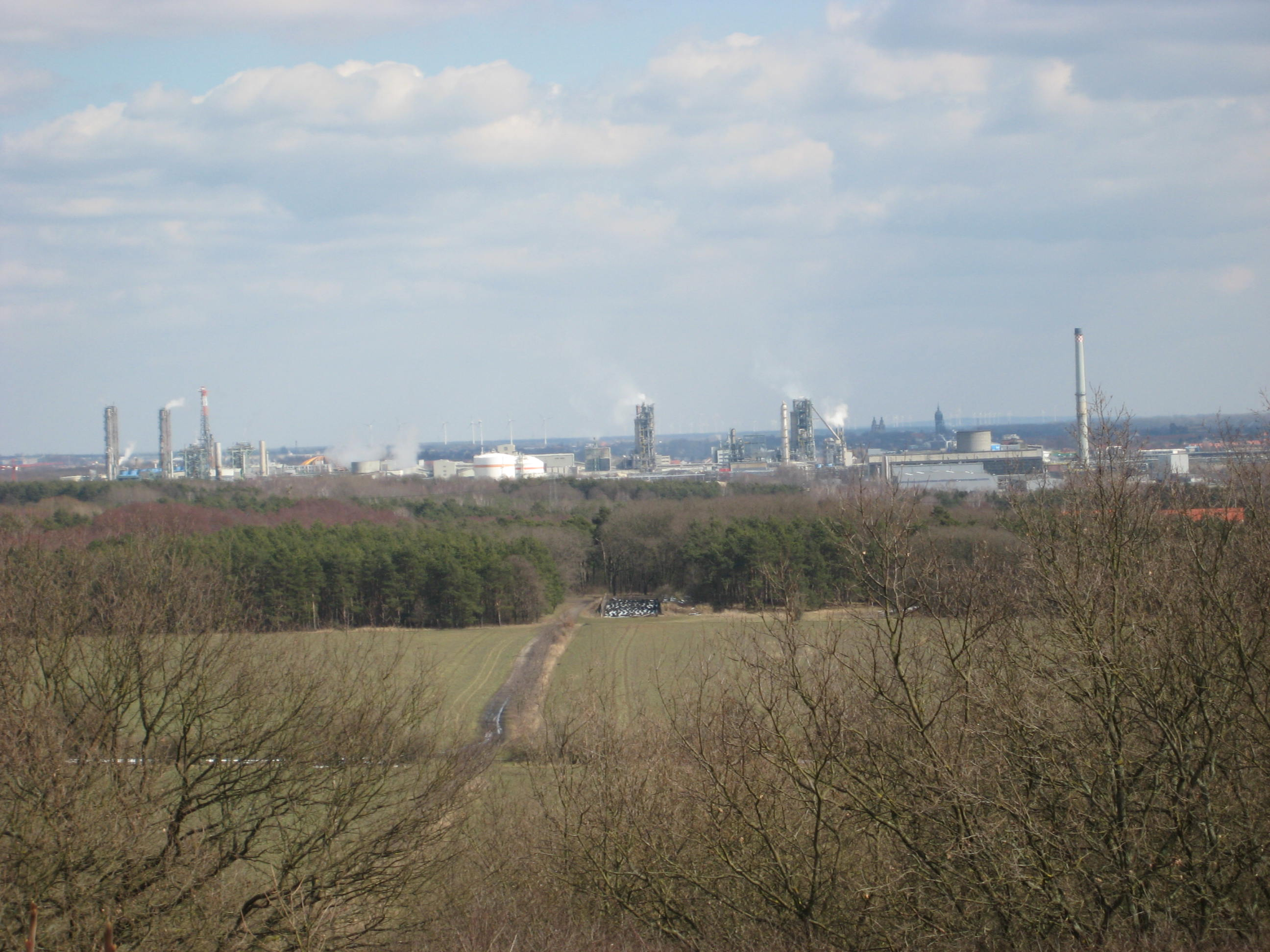
SKW Piesteritz aus der Ferne mit den Türmen der Wittenberger Altstadt im Hintergrund

Die SKW Stickstoffwerke Piesteritz GmbH (kurz SKWP) ist ein Chemieunternehmen im Wittenberger Stadtteil Piesteritz. Es gehört zu den 50 größten Betrieben Mitteldeutschlands. Als Deutschlands größter Ammoniak- und Harnstoffproduzent produziert SKW Piesteritz mit einer Jahresleistung von über vier Millionen Tonnen zum einen zahlreiche Industriechemikalien, zum anderen Produkte der Agrochemie. Am Standort in Lutherstadt Wittenberg, dem einzigen Agrochemie-Park Deutschlands, arbeiten auf 220 Hektar in über 30 Firmen etwa 1500 Mitarbeiter.

## Forschung
Die unternehmenseigene Forschungsabteilung mit über 60 Mitarbeitern umfasst auch das 170 Hektar große Versuchsgut in Cunnersdorf bei Leipzig. Hier werden die Produkte des Unternehmens getestet und Vergleichsstudien durchgeführt. Die SKW Piesteritz ist außerdem Mitbegründer des Agrochemischen Institutes (AIP) in Lutherstadt Wittenberg, ein Gemeinschaftsprojekt mit der Martin-Luther-Universität Halle-Wittenberg (MLU) und der Wirtschaftsförderung des Landkreises Wittenberg. Unter diesem Dach bilden Professoren aller naturwissenschaftlichen Fakultäten und des Zentrums für Ingenieurwissenschaften der MLU, verschiedene Firmen des Agro-Chemie Parks und der Region, persönliche Mitglieder sowie das Leibniz-Institut für Pflanzenbiochemie ein Forschungsteam.

## Logistik
Der Industriestandort Piesteritz liegt im Osten von Sachsen-Anhalt. Die beiden bedeutendsten Bahnmagistralen Ost- und Mitteldeutschlands kreuzen sich in der Lutherstadt Wittenberg. Eine von ihnen sowie die Bundesstraße 187 durchqueren sogar das Firmengelände. Über 30 Kilometer Gleisnetz auf dem Chemiegelände ermöglichen den Zugang zur Schiene. Im werkseigenen Hafen an der Elbe können große Binnenfrachtschiffe mit festen oder flüssigen Produkten beladen werden.

## Agro-Chemie Park
Der südliche Teil des Werksgeländes wurde Anfang der 1990er Jahre fast völlig beräumt. Bislang haben sich bereits über 30 Unternehmen angesiedelt, darunter Borealis Agrolinz Melamine Deutschland GmbH mit der bundesweit größten Melaminanlage, Louis Dreyfus mit der weltweit größten kombinierten Biodieselanlage mit Ölmühle und das Biomasseheizkraftwerk der Stadtwerke Leipzig. Weitere 20 Hektar stehen noch zur Verfügung. SKW Piesteritz entwickelt als größtes Unternehmen am Standort den Agro-Chemie Park als Flächeneigentümer weiter.
Der große Kamin des Werkes ist 120 Meter hoch und trug ursprünglich einen Wasserbehälter an seinem Schaft.

## Geschichte
| Jahr | Mitarbeiter | Umsatz           |
| ---- | ----------- | ---------------- |
| 1990 | ca. 8.900   |                  |
| 2001 |             | ca. 250 Mio. EUR |
| 2002 |             |                  |
| 2003 |             | 292 Mio. EUR     |
| 2005 |             |                  |
| 2006 | 761         | 418 Mio. EUR     |
| 2007 | 720         | 490 Mio. EUR     |
| 2008 | 745         | 650 Mio. EUR     |
| 2009 | 769         | 462 Mio. EUR     |
| 2010 | 773         | 504 Mio. EUR     |
| 2011 | 785         | 633 Mio. EUR     |

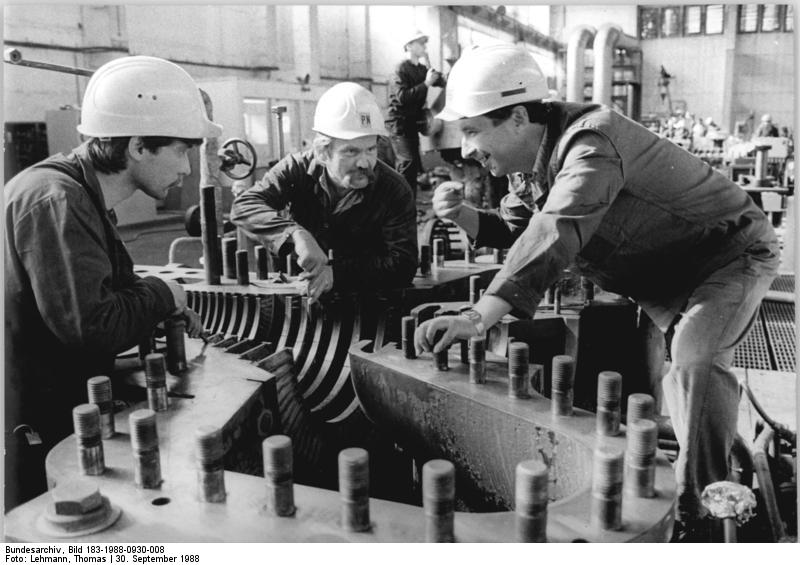
Arbeiter im VEB Kombinat Agrochemie Piesteritz, 1988

Das Reichsschatzamt beauftragte im März 1915 die Bayerische Stickstoffwerke AG mit der Errichtung des Reichsstickstoffwerks Piesteritz.
Nach sehr kurzer Bauzeit von März bis Weihnachten 1915 nahm das Kalkstickstoffwerk 1915/16 den Betrieb voll auf. Es wurde vom 25 km entfernten Braunkohlekraftwerk Golpa mit elektrischer Energie versorgt. Außerdem verfügte es über einen 36 m hohen Wasserturm, der sowohl zur Trinkwasserversorgung als auch für die Stickstoffproduktion erforderlich war.
1920 wurde(n) das Werk privatisiert und die Mitteldeutsche Stickstoffwerke AG Piesteritz gebildet. Im Jahr 1923 entstand die VIAG als Holding verschiedener Industrieunternehmen; mit dabei waren auch die Stickstoffwerke Piesteritz. 1926 wurden die Mitteldeutschen Stickstoffwerke AG an die Bayerischen Stickstoffwerke AG verpachtet und 1933 Teil dieses Unternehmens. Ende der 1920er und Anfang der 1930er Jahre wurden viele weitere Chemieanlagen errichtet.
Im zeitigen Frühjahr 1945 besetzte die Rote Armee das Werk, gefolgt von der Umwandlung in eine Sowjetische Aktiengesellschaft (SAG). Zunächst wurden Anlagen (aber nicht das komplette Werk) im Rahmen der Reparationen der sowjetischen Besatzungszone mithilfe von Kriegsgefangenen abgebaut. 1954 wurde das Werk in einen volkseigenen Betrieb unter dem Namen VEB Stickstoffwerk Piesteritz umgewandelt. Anfang der 1970er Jahre entstanden zwei Ammoniak- und drei Harnstoff-Produktionsanlagen, die zum großen Teil von japanischen Firmen errichtet wurden. Im Rahmen der Kombinatsbildungen in der DDR wurde das Werk 1979 Stammbetrieb des VEB Kombinat Agrochemie Piesteritz und behielt diese Bezeichnung bis zur Wende.
Im Jahr 1990 wurde das Unternehmen in die Stickstoffwerke AG umfirmiert. Unter Verwaltung der Treuhandanstalt wurden Anfang der 1990er Jahre viele veraltete Anlagen abgerissen, bestehende Bereiche saniert, aber auch die Beschäftigtenzahl von vormals fast 9000 auf ca. 700 reduziert. Auf dem Werksgelände blieben durch Ausgliederungen und neu gegründete Zulieferfirmen circa 3000 Arbeitsplätze erhalten.
Die 1993 als Tochter der SKW Trostberg gegründete SKW Stickstoffwerke Piesteritz GmbH (SKW Piesteritz) ist nicht die Rechtsnachfolgerin der Stickstoffwerke AG. Sie führt zum einen den modernen Teil der Produktion und zum anderen die Traditionen des Standorts in Form von Innovationen vor allem in Technik und Technologie weiter.
Produktionsbasis bleiben die modernen Ammoniak- und Harnstoffkomplexe, der Salpetersäurebereich sowie die entsprechenden Neben- und Logistikanlagen des Nordwerkes, in deren Sanierung und Instandhaltung seit dieser Zeit kontinuierlich investiert wird. Der Trend ging bereits zu dieser Zeit zu höher veredelten Düngemittelspezialitäten. Deshalb konzentriert sich das Unternehmen bis heute auf die Produktion innovativer Stickstoffdüngemittel.
Im Jahr 2002 übernahmen das Schweizer Rohstoffhandelsunternehmen Ameropa Holding und die tschechische Agrofert-Gruppe als Joint Venture sämtliche Eigentumsanteile. Der Agrofert-Konzern, dessen alleiniger Eigentümer der Großindustrielle und zeitweilige Ministerpräsident Tschechiens Andrej Babiš ist, wurde 2006 alleiniger Eigentümer von SKW Piesteritz.
Im August 2022 erklärte der Ministerpräsident Sachsen-Anhalts Reiner Haseloff, dass das SKW wegen der hohen Gaspreise die Produktion eingestellt habe. Mitte September 2022 fuhr SKW die AdBlue-Produktion wieder uneingeschränkt hoch.